# جان کیپلاس
جان کیپلاس (انگلیسی: John Kapelos؛ زادهٔ ۸ مارس ۱۹۵۶) یک هنرپیشه اهل ایالات متحده آمریکا است. وی از سال ۱۹۸۱ میلادی تاکنون مشغول فعالیت بوده‌است.
از فیلم‌ها یا برنامه‌های تلویزیونی که وی در آن نقش داشته‌است می‌توان به کلوپ صبحانه، شانزده شمع، حیله، چهرهٔ عریان، جسد، سارق، امور داخلی، تقویت، اندوهی به وسعت اقیانوس، رکسان، سواری مجانی، فوکوس خودکار، دفتر مرکزی، بدون ضرب‌وشتم و لذت بعد از ظهر اشاره کرد.